# Pučke religije
Pučke se religije sastoje od raznih vjerovanja, praznovjerja i rituala koji se prenose s generacije na generaciju u određenoj kulturi. Pučke se religije razlikuju od ostalih jer ne pokušavaju pridobiti nove pripadnike i članstvo u takvim religijama je određeno prostoru ili narodu kojem vjernik pripada.
Najveći udio od svih pučkih religija zauzima kineska pučka religija koja broji 6% svjetske populacije. Razne domorodačke religije kao animizam i šamanizam zauzimaju 4% svjetske populacije.

## Opis
Pučke religije karakterizira praksa religije izvan nadzora teologa ili klerika. 
U pučkim religijama nema strogo određenih pravila bogoslužja.
U pučkim religijama veliku važnosti ima magija, vjerovanje u djelovanje natprirodnih sila na koje čovjek može utjecati radi svoje koristi. Magija se pojavila u svim kulturama u ranom razvoju, od Aboridžina u Australiji da prašume Amazone u Južnoj Americi, plemena u Africi do poganskih plemena u Britaniji. Magijske rituale se najčešće izvodili vjerski poglavari, svećenici, druidi ili šamani.
Žrtva predstavlja poklon bogovima ili višim bićima da bi se oni zadovoljili ili da bi se vjerniku koji pridaje žrtvu ostvarile želje ili molitve. Način žrtvovanja je većinom spaljivanje. Žrtvuje se hrana, životinje, mirisno bilje ili u ekstremnim slučajevima čak i ljudi. Najpoznatiji žrtvovatelji ljudi su Azteci koji bi znali žrtvovati tisuće ljudi u posebnim svečanostima.
Većina pučkih religija prakticira štovanje predaka ili duhova predaka. Ono je rašireno diljem svijeta, a najjače je u Kini. U katoličkoj vjeri se također zadržao ovaj običaj, a obilježava se 1. studenog kao Svi sveti.  
Nakon preobraćenja od pučke religije na neku svjetsku religiju, narod zadržava mnogo običaja koji se tiču rođenja, vjenčanja, pogreba, ali i praznovjerja. Praznovjerje je vjerovanje ili mišljenje koje nije osnovano na znanju niti iskustvu. Najčešće se odnosi na sreću, proročanstva, duhove ili buduće događaje na koje se misli da se može utjecati. Ono sudjeluje u pučkim religijama kao povod za neki religijski obred koji prakticiraju vjernici.

## Pučke religije

### Animizam
Animizam je vjerovanje da duše postoje u životinjama, biljkama i ostalim stvorenjima kako i u ljudima. Duša preživljava fizičku smrt i ostaje na svijetu kao duh koji njime luta.

### Šamanizam
Šamanizam je skup tradicionalnih vjerovanja i praksi kojemu je cilj komunikacija sa svijetom duhova. Čovjek koji prakticira šamanizam se naziva šaman. Šamanizam ima veliku ulogu među vjernicima jer u sebi sadrži elemente umjetnosti, medicine, žrtvovanja, pripovijedanja i gatanja.